# Teleutias maculatus
Teleutias maculatus är en insektsart som beskrevs av Max Beier 1960. Teleutias maculatus ingår i släktet Teleutias och familjen vårtbitare. Inga underarter finns listade i Catalogue of Life.